# Institut für angewandte Isotopenforschung
Das Institut für angewandte Isotopenforschung der Deutschen Akademie der Wissenschaften zu Berlin (DAW) war in der Deutschen Demokratischen Republik (DDR) ein außeruniversitäres Forschungsinstitut mit Sitz in Berlin-Buch.
Es ging aus dem Bereich Angewandte Isotopenforschung des 1947 in Buch gegründeten Instituts für Medizin und Biologie hervor und entstand am 1. Oktober 1961 gemeinsam mit den ebenfalls in Berlin-Buch ansässigen Akademie-Instituten für Biochemie, für Biophysik, für experimentelle Krebsforschung, für Pharmakologie und für Zellphysiologie. Gründungsdirektor des Instituts wurde Günther Vormum, der zuvor bereits ab 1957 in Nachfolge von Hans-Joachim Born den entsprechenden Bereich am Institut für Medizin und Biologie geleitet hatte. Schwerpunkte der Aktivitäten des Instituts waren die Herstellung radioaktiver Isotope für medizinische und biochemische Anwendungen, die Entwicklung geschlossener Strahlenquellen sowie die Erforschung der technischen und medizinischen Nutzung von Radioisotopen.
Mit Beginn des Jahres 1970 wurde das Institut für angewandte Isotopenforschung eine Außenstelle des neugegründeten Zentralinstituts für Isotopen- und Strahlenforschung, das in Nachfolge des Instituts für angewandte Radioaktivität in Leipzig angesiedelt war. Günther Vormum blieb Leiter der Außenstelle bis zur Auflösung des Zentralinstituts und seiner Emeritierung im Jahr 1991.